# Tatort: Bienzle und der Taximord
Bienzle und der Taximord ist eine Folge der Krimireihe Tatort. Die Erstausstrahlung des vom Südwestrundfunk unter der Regie von Hans-Christoph Blumenberg produzierten Beitrags fand am 3. August 2003 im Ersten Deutschen Fernsehen statt. Es handelt sich um die 538. Episode der Filmreihe sowie die achtzehnte mit dem Stuttgarter Kommissar Ernst Bienzle, der in dieser Folge zum Ersten Kriminalhauptkommissar befördert wird (obwohl er bereits in früheren Folgen gelegentlich mit diesem Rang angesprochen wurde).

## Handlung
Die Kommissare Bienzle und Gächter ermitteln den Mord an dem Taxifahrer Konrad Lenzen. Alles deutet auf Raubmord und die Spurensicherung hofft auf verwertbare Aufnahmen einer Innenkamera des Taxis. Bienzle erinnert sich an den ungelösten Mordfall vor einem Jahr. Der Inhaber des Taxiunternehmens Holz wurde ebenfalls erstochen und dieses Mal ist ein Angestellter dieses Unternehmens das Opfer. Bienzle lässt sich daher die Akten des alten Falls kommen.
Bienzle vermutet zunächst, dass Konrad Lenzen seinen Chef erstochen haben könnte, da er von ihm entlassen wurde. Anita Holz, die das Taxiunternehmen nach dem Tod ihres Mannes weiterführt, gesteht ihm, dass sie und Lenzen eine gemeinsame Zukunft planten. Er erwartete eine Erbschaft, die er in die Firma stecken wollte und sie damit saniert wäre. Nun steht Holz vor dem Ruin, was ihrem Konkurrenten Erich Blacher nur recht sein dürfte.
Mit Hilfe der Aufnahmen der Innenkamera und der Angaben von Taxikollegen waren zwei junge Leute die letzten Fahrgäste. Nachdem sie ausfindig gemacht und einem DNA-Test unterzogen werden, scheiden allerdings beide als Täter aus. Dennoch können die Ermittler durch die beiden einen Hinweis auf einen weiteren Fahrgast von Lenzen erhalten. Anhand des so angefertigten Phantombildes führt die Spur zu Tim Roloff, nach dem daraufhin gefahndet wird.
Bienzle kontaktiert inzwischen Martin Gollhofer, der den Fall Holz seinerzeit bearbeitet und auffallend schnell zu den Akten gelegt hatte. Er findet heraus, dass Gollhofer der biologische Vater von Konrad Lenzen ist und dass er deshalb die Akten so schnell geschlossen hatte, da auch er ihn damals für den Täter hielt und es nicht fertig brachte, ihn zu verhaften. Allerdings war damals auch Erich Blacher tatverdächtig, da er permanent die kleinen Taxiunternehmen unter Druck setzte.
Mitten in den Untersuchungen geschieht ein weiterer Mord an einem Taxifahrer. Sehr schnell stellt sich heraus, dass Thomas Breuer herausgefunden hatte, dass Erich Blacher den Mord an Holz begangen hatte und ihn mit diesem Wissen erpresste. Bienzle konfrontiert Blacher daraufhin mit den Indizien gegen ihn und erfährt dabei, dass Tim Roloff für ihn arbeitet und gewisse unangenehme Angelegenheiten erledigt. Konkret beweisen können sie Blacher jedoch nichts. Während Bienzle und Gächter nach konkreten Beweisen suchen, geht Blacher in die Offensive und hetzt die Taxifahrer gegen Roloff auf.
Anita Holz informiert Bienzle und so kann er im letzten Moment verhindern, dass die aufgebrachten Taxifahrer den Gesuchten lynchen. Da Roloff nun gegen Blacher aussagen wird, kann Bienzle ihm den Mord an Holz und Breuer beweisen. Lenzen wurde allerdings von Roloff erstochen, da er ihn in Blachers Auftrag einschüchtern sollte, um ihn zu nötigen, sein Geld nicht in das Taxiunternehmen Holz zu stecken.

## Hintergrund
Die Dreharbeiten zu Bienzle und der Taximord erfolgten vom 12. November bis zum 13. Dezember 2002 in Stuttgart und Baden-Baden und Karlsruhe.

## Rezeption

### Einschaltquoten
Bei der Erstausstrahlung am 3. August 2003 haben 6,09 Millionen Zuschauer die Sendung verfolgt, was einen Marktanteil von 25,2 Prozent entsprach.

### Kritik
Tilmann P. Gangloff meint bei tittelbach.tv: „‚Bienzle und der Taximord‘ ist urban und ungewohnt düster für einen ‚Tatort‘ mit dem gemütlichen Schwaben-Ermittler. Die Atmosphäre ist wenig einladend; der vorherrschende Tonfall ist aggressiv, Nebeldämpfe wallen in den Seitenstraßen und Blumenberg greift mit seinen Regie-Einfällen ziemlich daneben. Eine Spur besser ist die Story von Vielschreiber und Bienzle-Erfinder Huby. Die guten Schauspieler müssen leider viel zu dick auftragen.“
Die Kritiker der Fernsehzeitschrift TV Spielfilm finden: „Tolle Darsteller in gediegener Geschichte.“